# أسنان ملتهبة (مثولوجيا)
الأسنان الملتهبة (بالإنجليزية: Flaming Teeth)‏ الأسنان الملتهبة، في الأساطير الفيجية، كان عملاقا كانت أسنانه كبيرة الحجم كأنها زند الخشب المحترق. كان العملاق يعذب القرى، ويأكل الناس ويُحدث الخراب. بعد الكثير من حرق واستهلاك القرويين، تجمعت مجموعة من الرجال الشجعان من القرية. لقد وضعوا خطة لمفاجأة العملاق ونصب الكمائن من خلال إغرائه تحت صخرة عملاقة وتحطيم جمجمته بها. نجحوا في قتل العملاق ولكن أسنانه لا تزال مشتعلة. أعاد القرويون الأسنان إلى القرية وكانت تلك هي المرة الأولى التي يكتسب فيها الرجل استخدام النار.